# Municipio de Hopewell (condado de Muskingum)
El municipio de Hopewell (en inglés: Hopewell Township) es un municipio ubicado en el condado de Muskingum en el estado estadounidense de Ohio. En el año 2010 tenía una población de 3093 habitantes y una densidad poblacional de 30,78 personas por km².

## Geografía
El municipio de Hopewell se encuentra ubicado en las coordenadas 39°57′58″N 82°9′47″O / 39.96611, -82.16306. Según la Oficina del Censo de los Estados Unidos, el municipio tiene una superficie total de 100.48 km², de la cual 99,32 km² corresponden a tierra firme y (1,15 %) 1,16 km² es agua.

## Demografía
Según el censo de 2010, había 3093 personas residiendo en el municipio de Hopewell. La densidad de población era de 30,78 hab./km². De los 3093 habitantes, el municipio de Hopewell estaba compuesto por el 97,45 % blancos, el 0,91 % eran afroamericanos, el 0,16 % eran amerindios, el 0,13 % eran asiáticos, el 0,16 % eran de otras razas y el 1,2 % eran de una mezcla de razas. Del total de la población el 0,58 % eran hispanos o latinos de cualquier raza.